# Paniberismus
Als Paniberismus oder Panhispanismus werden synonym drei verschiedene Panbewegungen bezeichnet:
- die Hispanidad (Hispanität, Spaniertum), eine besonders von Spaniens Diktator Franco geförderte Kooperation der lateinamerikanischen Staaten (ohne Brasilien) mit Spanien.
- den Iberoamerikanismus oder Hispanoamerikanismus, eine Sonderform des Panamerikanismus, die den Zusammenschluss der lateinamerikanischen, teilweise auch nichtspanischen und -portugiesischen Staaten untereinander unter Anlehnung an Spanien und Portugal, aber unter Ausschluss der USA und Angloamerikas anstrebt, also im Gegensatz zum US-Panamerikanismus (siehe Iberoamerikanischer Gipfel).
- den iberischen Unionismus bzw. Iberismus, eine Bewegung, die besonders 1870–1874 den Zusammenschluss nur Spaniens und Portugals unter einer königlichen Personalunion (wie schon 1580–1640) anstrebte, aber auch schon ab 1820 als Bewegung für eine föderale Republik in Erscheinung getreten war (siehe auch Liberale Revolution in Portugal). Unter Spaniens Diktatoren Primo de Rivera und Franco bzw. Portugals Diktatoren Salazar und Caetano strebte die republikanische Opposition den Sturz beider Herrscher und die iberische Einheit an. Nach dem tatsächlich zeitgleichen Ende beider Diktaturen 1974/75 kam der Gedanke kurzzeitig erneut auf.

## Entwicklung
Der Wunsch nach Zusammenschluss der ehemals spanischen Kolonien Lateinamerikas bzw. zumindest Südamerikas untereinander war schon unmittelbar nach der mühsam erkämpften Unabhängigkeit aufgekommen, als Simón Bolívar die Vereinten Staaten von Amerika angestrebt hatte, nicht unähnlich dem späteren Panarabismus. Nach der endgültigen Niederlage Spaniens im Spanisch-Nordamerikanischen Krieg setzte wieder ein Gefühl „rassischer“ und kultureller Hispanidad-Verbundenheit ein (La Raza Hispánica). Diese Gegenbewegung zum US-Panamerikanismus ging vor allem von Argentinien aus, wo seit 1917 der Día de la Hispanidad (Tag der Hispanität) gefeiert wird.
Bis heute ist dieser Tag der Entdeckung Amerikas durch Kolumbus, der 12. Oktober, Nationalfeiertag in Spanien, als Dia de la Raza (Tag der Rasse) aber auch offizieller Feiertag in einigen lateinamerikanischen Staaten. Mit der Betonung bzw. Verklärung der lateinischen Rasse anstelle des Spaniertums bezweckt Iberoamerika die auch kulturelle Emanzipation gegenüber Spanien, siehe auch Panlatinismus
Haupthindernis gegen den Paniberismus ist aber der Widerstand der USA, vor allem aber auch der spanisch-portugiesische und der argentinisch-brasilianische Gegensatz, da sich Brasilien sowohl als Vorreiter einer südamerikanischen Einheitsbewegung (z. B. Mercosur) als auch – neben Portugal – innerhalb der CPLP (Gemeinschaft portugiesischsprachiger Länder) sieht.

## Unabhängigkeit und Fusion
Eine Studie besagt, was die Fusion zwischen Spanien und Portugal betrifft, so sind es vor allem die Spanier, die eine mögliche Union zwischen den beiden Ländern mehr befürworten als die Portugiesen. Fast die Hälfte der Spanier befürwortet den Zusammenschluss der beiden Nationen, während nur etwas mehr als ein Viertel der Portugiesen dafür ist. 2006 ergab eine öffentliche Umfrage, dass 45,6 % der Spanier den Zusammenschluss befürworten; davon verteidigen 43,4 % den Namen „España/Espanha“ (Spanien) für das hypothetische Gebilde, aber 39,4 % sind für den Namen „Iberia“ (Iberische Union). Achtzig Prozent der Befürworter der Union wünschen sich Madrid als Hauptstadt, während nur 3,3 % Lissabon wünschen.